# Neural
Neural è una rivista italiana quadrimestrale nata nel 1992 e dedicata al mondo della musica, del live media e delle arti digitali in genere. Neural autodefinisce i propri campi di ricerca con il sottotitolo media art - hacktivism - emusic. Il direttore responsabile è Alessandro Ludovico. La rivista viene stampata in lingua inglese per i paesi esteri.

## Storia di Neural
Neural fu fondata da Alessandro Ludovico, attuale direttore responsabile e da Ivan Iusco, compositore e direttore della casa discografica barese Minus Habens Records. Il primo numero della rivista, nata come bimestrale e distribuita nel novembre del 1993, vedeva già in copertina il sottotitolo "Realtà virtuale, network, media, suoni futuri, fantascienza, UFO" che ne dichiarava gli intenti, e conteneva la traduzione italiana di Agrippa (A Book of the Dead) di William Gibson, allora inedito nella penisola.
La redazione, che era coordinata dai due fondatori, vedeva come direttore responsabile l'editore Marcello Baraghini di Stampa Alternativa, e come collaboratori Vittore Baroni, Antonio Bartoccetti, Francesca Bianchi, Aldo Chimenti, Cosma Di Tanno, Francesco Lodolo, Antonio Scacco, Paul Tophill, Fabrizio Usberti, Luca Valtorta, Maurizio Verga e Francesco Zappalà
Inizialmente gli argomenti affrontati erano strettamente legati al movimento letterario e artistico del cyberpunk, alla musica elettronica, alla realtà virtuale e alla fantascienza. Nelle intenzioni iniziali la rivista doveva diventare un nodo di una rete più ampia di editoria collegata alle culture digitali connesse alla controcultura.
Dal 1997 iniziò una nuova fase, che vide la nascita del sito internet neural.it ed il passaggio della rivista cartacea alla cadenza quadrimestrale.
Nel maggio del 2002 Neural entra a far parte come cofondatore di un network internazionale di riviste denominato Mag.net, electronic cultural publishers e il cui slogan è la collaborazione è meglio della concorrenza. Il Mag.net, electronic cultural publishers ha tenuto il suo primo incontro ed atto di fondazione durante il convegno/workshop dal titolo Post Media Publishing alla International Universidad de Andalucia di Siviglia in Spagna. Da allora si sono tenuti incontri di presentazione e workshop del Mag.net in vari paesi che hanno portato alla pubblicazione di Mag.net Readers.
Nel 2007 Neural fu parte del documenta 12 magazines, progetto di documenta per l'editoria di cui Alessandro Ludovico è stato poi nominato consulente.
Dal 2003 la rivista viene stampata in due edizioni, una inglese ed una italiana.
Dal 2005 la rivista viene stampata solo in inglese.

## Edizione inglese
- Issue #20, Hacktive Community
- Issue #21, Breaking the Rules
- Issue #22, Facing Reality
- Issue #23, Hacking the Air
- Issue #24, Geek Girls
- Issue #25, Media Interventionists
- Issue #26, Disturbing the System
- Issue #27, Copyright Guerrilla
- Issue #28, Data Error
- Issue #29, Digital China
- Issue #30, Dangerous Games
- Issue #31, Information Value
- Issue #32, Machine Affection
- Issue #33, Scripting Green
- Issue #34, Fake'ology
- Issue #35, Friends?
- Issue #36, Time Deceptions
- Issue #37, Common Spacing
- Issue #38, p2p > f2f
- Issue #39, Multiplied Identities
- Issue #40, The Generative Unexpected
- Issue #41, Addiction(s)
- Issue #42, The Illegal Issue
- Issue #43, Networked Tangibility
- Issue #44, Post-Digital Printing
- Issue #45, Américas!
- Issue #46, Unearthed: The 20th Anniversary Issue
- Issue #47, Art in the age of neurological reproduction
- Issue #48, Uncanny Abundance
- Issue #49, Off-Western
- Issue #50, Transient Gestures
- Issue #51, Revive
- Issue #52, Complexity issue(s)
- Issue #53, Obfuscate or Die
- Issue #54, Making it up
- Issue #55, Inconvenient Utopias
- Issue #56, Intelligently Weak
- Issue #57, Propaganda mon amour
- Issue #58, Archivism (the dynamics of archiving)
- Issue #59, Pimping the Eye, VR now.
- Issue #60, Blockchain. The Trust Catalyst.
- Issue #61, Speculative Pink
- Issue #62, Spiked Pieces, Celebrating 25 years of Neural
- Issue #63, Surveillance Surveyed
- Issue #64, Post-Growth
- Issue #65, Redirecting Networks
- Issue #66, State of Emergency
- Issue #67, Adversarial Tactics

## Edizione italiana
- N. 1, Agrippa
- N. 2, Dream Machine
- N. 3, Realtà Virtuali e Guerra
- N. 1 nuova serie, Bruce Sterling
- N. 2 nuova serie, Brain Machines
- N. 3 nuova serie, Videogames
- N. 4 nuova serie, Wired
- N. 5 nuova serie, Intrusioni Cerebrali
- N. 6 nuova serie, BBS copyright non è reato
- N. 10, Telefoni cellulari, i danni biologici
- N. 11, William Gibson
- N. 12, Next World Radio
- N. 13, Dead Media
- N. 14, Scanner
- N. 15, Lassigue Bendthaus
- N. 16, Etoy
- N. 17, RTMark
- N. 18, Marcus Novak
- N. 19, Richard Stallman
- N. 20, Hacktive Community
- N. 21, Breaking the Rules
- N. 22, Facing Reality
- N. 23, Hacking the Air
- N. 24, Media Interventionists
- N. 25, Copyright Guerrilla